# Eyjólfur Þórðarson
Eyjólfur grai Þórðarson (apelidado de o Cinza, 940 - 1003) foi um caudilho víquingue e goði de Hvammur í Hvammissveit, Dalasýsla na Islândia. Era filho de Þórðr Óleifsson e portanto neto de Olaf Feilan. De acordo com as sagas, Eyjólfur aceitou o cristianismo no ano 1000 já em idade avançada e foi quem executou Gísle Súrsson, herói e proscrito, segundo a saga de Gísla Súrssonar. Teve três filhos no seu casamento, Þorkell Eyjólfsson, Þorgrímur Eyjólfsson e Bölverkur Eyjólfsson. É também mencionado em numerosas sagas nórdicas: saga Eyrbyggja, saga de Laxdœla, e saga Þórðar hreðu.